# Крістіан Маджо
Крістіан Маджо (італ. Christian Maggio, нар. 11 лютого 1982, Монтеккьо-Маджоре) — італійський футболіст, півзахисник, захисник. Грав за національну збірну Італії.

## Клубна кар'єра
Вихованець футбольної школи клубу «Віченца». Дорослу футбольну кар'єру розпочав 2000 року в основній команді того ж клубу, в якій провів три сезони, взявши участь у 38 матчах чемпіонату.
Своєю грою за цю команду привернув увагу представників тренерського штабу клубу «Фіорентина», до складу якого приєднався 2003 року. Відіграв за «фіалок» наступні три сезони своєї ігрової кар'єри.
2006 року нетривалий час на умовах оренди захищав кольори команди клубу «Тревізо».
2006 року уклав контракт з клубом «Сампдорія», у складі якого провів наступні два роки своєї кар'єри гравця. Більшість часу, проведеного у складі «Сампдорії», був основним гравцем команди.
2008 року перейшов до «Наполі», в якому провів десять сезонів, взявши за цей час участь у 308 іграх усіх турнірів і забивши 23 голи. У розіграшах 2011/12 і 2013/14 ставав у складі неаполітанської команди володарем Кубка Італії.
6 липня 2018 року уклав контракт з друголіговим «Беневенто». 1 лютого 2021 року перейшов до «Лечче». 1 липня 2021 року покинув цей клуб.
На початку 2022 року досвідчений гравець повернувся на футбольне поле і відіграв ще півроку за рідну «Віченцу», після чого остаточно завершив кар'єру.

## Виступи за збірні
2000 року дебютував у складі юнацької збірної Італії, взяв участь у 5 іграх на юнацькому рівні, відзначившись одним забитим голом.
Протягом 2000—2002 років залучався до складу молодіжної збірної Італії. На молодіжному рівні зіграв у 26 офіційних матчах, забив 3 голи.
2008 року дебютував в офіційних матчах у складі національної збірної Італії. Наразі провів у формі головної команди країни 13 матчів. У складі збірної був учасником чемпіонату світу 2010 року у ПАР, в рамках якого брав участь в одній грі групового етапу. За два роки, на Євро-2012, став у складі збірної віце-чемпіоном континенту, брав участь у трьох іграх команди на турнірі.
| Дата       | Місто          | Господарі         | Результат               | Гості      | Турнір                | Голи | Примітки  |
| ---------- | -------------- | ----------------- | ----------------------- | ---------- | --------------------- | ---- | --------- |
| 19-11-2008 | Афіни          | Греція            | 1 – 1                   | Італія     | товариський матч      | -    | 60'       |
| 18-11-2009 | Чезена         | Італія            | 1 – 0                   | Швеція     | товариський матч      | -    | 46'       |
| 3-3-2010   | Монако         | Італія            | 0 – 0                   | Камерун    | товариський матч      | -    |           |
| 3-6-2010   | Брюссель       | Італія            | 1 – 2                   | Мексика    | товариський матч      | -    | 63'       |
| 5-6-2010   | Женева         | Швейцарія         | 1 – 1                   | Італія     | товариський матч      | -    |           |
| 24-6-2010  | Йоганнесбург   | Словаччина        | 3 – 2                   | Італія     | ЧС 2010 - 1-й етап    | -    | 46'       |
| 9-2-2011   | Дортмунд       | Німеччина         | 1 – 1                   | Італія     | товариський матч      | -    | 53'       |
| 25-3-2011  | Любляна        | Словенія          | 0 – 1                   | Італія     | Відбір до ЧЄ 2012     | -    |           |
| 29-3-2011  | Київ           | Україна           | 0 – 2                   | Італія     | товариський матч      | -    | 46'       |
| 3-6-2011   | Модена         | Італія            | 3 – 0                   | Естонія    | Відбір до ЧЄ 2012     | -    |           |
| 10-8-2011  | Барі           | Італія            | 2 – 1                   | Іспанія    | товариський матч      | -    |           |
| 2-9-2011   | Торсгавн       | Фарерські острови | 0 – 1                   | Італія     | Відбір до ЧЄ 2012     | -    |           |
| 7-10-2011  | Белград        | Сербія            | 1 – 1                   | Італія     | Відбір до ЧЄ 2012     | -    | 28'       |
| 15-11-2011 | Рим            | Італія            | 0 – 1                   | Уругвай    | товариський матч      | -    |           |
| 29-2-2012  | Генуя          | Італія            | 0 – 1                   | США        | товариський матч      | -    | 71'       |
| 1-6-2012   | Цюрих          | Італія            | 0 – 3                   | Росія      | товариський матч      | -    |           |
| 10-6-2012  | Гданськ        | Іспанія           | 1 – 1                   | Італія     | ЧЄ 2012 - 1-й етап    | -    | 89'       |
| 14-6-2012  | Познань        | Італія            | 1 – 1                   | Хорватія   | ЧЄ 2012 - 1-й етап    | -    |           |
| 24-6-2012  | Київ           | Англія            | 0 – 0 д.ч. (2 - 4 п.п.) | Італія     | ЧЄ 2012 - чвертьфінал | -    | 90' 90+3' |
| 7-9-2012   | Софія (місто)  | Болгарія          | 2 – 2                   | Італія     | Відбір до ЧС 2014     | -    |           |
| 12-10-2012 | Єреван         | Вірменія          | 1 – 3                   | Італія     | Відбір до ЧС 2014     | -    |           |
| 14-11-2012 | Парма          | Італія            | 1 – 2                   | Франція    | товариський матч      | -    |           |
| 21-3-2013  | Женева         | Бразилія          | 2 – 2                   | Італія     | товариський матч      | -    | 78'       |
| 31-5-2013  | Болонья        | Італія            | 4 – 0                   | Сан-Марино | товариський матч      | -    | 76'       |
| 11-6-2013  | Ріо-де-Жанейро | Гаїті             | 2 – 2                   | Італія     | товариський матч      | -    |           |
| 19-6-2013  | Ресіфі         | Італія            | 4 – 3                   | Японія     | Кубок Конфедерацій    | -    | 59'       |
| 22-6-2013  | Сальвадор      | Італія            | 2 – 4                   | Бразилія   | Кубок Конфедерацій    | -    | 30'       |
| 27-6-2013  | Форталеза      | Іспанія           | 0 – 0 д.ч. (7-6 п.п.)   | Італія     | Кубок Конфедерацій    | -    |           |
| 30-6-2013  | Салвадор       | Уругвай           | 2 – 2 д.ч. (2-3 п.п.)   | Італія     | Кубок Конфедерацій    | -    |           |
| 14-8-2013  | Рим            | Італія            | 1 – 2                   | Аргентина  | товариський матч      | -    | 72'       |
| 6-9-2013   | Палермо        | Італія            | 1 – 0                   | Болгарія   | Відбір до ЧС 2014     | -    | 80'       |
| 10-9-2013  | Турин          | Італія            | 2 – 1                   | Чехія      | Відбір до ЧС 2014     | -    |           |
| 18-11-2013 | Лондон         | Італія            | 2 – 2                   | Нігерія    | товариський матч      | -    |           |
| 5-3-2014   | Мадрид         | Іспанія           | 1 – 0                   | Італія     | товариський матч      | -    | 46'       |
| Усього     |                | Матчів            | 34                      |            | Голів                 | 0    |           |

## Досягнення
- Володар Кубка Італії (2):

«Наполі»: 2011-12, 2013-14
- Володар Суперкубка Італії (1):

«Наполі»: 2014
- Віце-чемпіон Європи: 2012